# Mejetærsker
En mejetærsker er et selvkørende tærskeværk, der høster og tærsker planter og skiller halm og avner fra. Kernerne eller frøene opsamles i en tank, mens resten af planten efterlades i en bane efter maskinen. Mejetærskeren mejer kornet (høster det) først, og tærsker det (skiller kernerne fra) bagefter. Tidligere var disse to ting forskellige trin i kornavlen.

## Historie
Mejetærskeren blev patenteret i 1834 af Hiram Moore, og samme år fik Cyrus McCormick patent på slåmaskinen.
Tidlige mejetærskere, nogle af dem temmelig store, blev trukket af heste eller muldyr. Hjulene på maskinen drev de mekaniske dele.
Her efter (fra 1897 og i Danmark omkring første verdenskrig, 1915) begyndte man at bygge tærskere, der blev trukket af en traktor. Traktorens kraftudtag drev de mekaniske dele. Disse tærskere brugte en rystemekanisme til at skille kornet fra strået, og et system med tænder førte strået ud af maskinen og beholdt kornet. Traktortrukne tærskere udviklede sig til maskiner med selvstændig gas- eller dieselmotor til at drive tærskeværket. Nutidens mejetærskere er selvkørende og bruger normalt dieselolie som drivmiddel.
Et stort fremskridt for mejetærskere var brugen af propel-lignende blæsere til at skille kornet fra strået. En kæmpe ventilator skaber en luftstrøm der er kraftig nok til at blæse de lette strå og avner væk, men svag nok til at kernerne stadig falder til bunds i tanken. Blæser-udstyrede tærsker kom frem sidst i 1970'erne. På denne tid blev også elektronikken introduceret i maskinerne. Man kunne nu måle tærskningens effektivitet, og få bedre udbytte ved at justere fremdrifthastighed og andre parametre.

## Skærebord
Skærebordet er den del der sidder forrest på tærsken og samler afgrøden op fra jorden. Skærebordets størrelse angives normalt i fod, og skærebord over en vis størrelse skal bugseres efter maskinen på en anhænger under kørsel på offentligt tilgængelig vej. I 2016 producerede New Holland det største skærebord med en bredde på 45 fod (13,5 meter), men som året efter (2017) blevet slået af AGCO-koncernen, der lavede et skærebord på 50 fod (15,2 meter).
Mejetærskere er udstyret med aftagelige skærebord, der er designet til forskellige typer afgrøder. Standardskærebordet har en skæremekanisme (samme princip som en hårtrimmer, bare større) og en åben tromle med plastic- eller metaltænder, der fører kornet ind i skærebordet med toppen først. En snegl fører kornet til "halsen" midt i skærebordet.
Ofte anvendes specielle skærebord til hvede; forskellen er at tromlen ikke har monteret tænder, og visse modeller har gummi- eller tekstilbånd til at fremføre kornet i stedet for snegle. Dette øger udbyttet en smule.
Andre skærebord har en opsamler svarende til den på en ballepresse, og er beregnet til afgrøder som f.eks. raps og kløver der allerede er afskåret af en skårlægger og ligger i baner på jorden.
Majs kan om nødvendigt høstes med et standardskærebord, men normalt anvendes et specielt skærebord, der kan fjerne stilk og blade fra planten før den indføres i selve tærske-delen.
Dette øger effektiviteten kraftigt, idet langt mindre materiale bliver ført gennem maskinen.
Af og til ses mejetærskere med specielle larvebælter i stedet for hjul. Disse bruges til at høste ris eller andre afgrøder der står i fugtig eller blød jord.

## Niveaukorrigering
I regioner hvor markerne ofte har store niveauforskelle, f.eks. i det nordvestlige USA, har man ofte fabrikeret hydrauliske systemer der kan korrigere for bakker med op til 50% stigning.
Det sker ved at maskinen hæves til vandret i den side der ellers er nederst på marken, samtidig med at skærebordet kan skråtstilles.
Det californiske firma Holt Co. udviklede som de første et nivelleringssystem i 1891. Mange år senere, i 1946, opfandt Raymond "Haywire" Hanson et nyt elektrisk niveaufølsomt system. Hansons firma Rahco Inc. producerer stadig niveaukorrigeringssystemer til John Deere mejetærskere. Se evt. links nederst i artiklen.
Sideværts niveaukorrigering har flere fordele. Primært øger det effektiviteten ved kørsel på bakker. Uden korrigering vil kornet skride ud i den ene side af sorteringsdelen og snarere komme ud i filtrede totter end som delt materiale. Dette vil give et stort spild af kerner der kommer ud på jorden igen, og om kan forringe næste års afgrøde. Når maskineriet holdes vandret arbejder stråfremføringen bedre, og problemerne bliver stort set elimineret. Firmaet "Case-International" har produceret en mejetærsker der korrigerer uanset om man kører langs siden af bakken, eller om man kører lige opad mod toppen.
Sekundært flyttes maskinens tyngdepunkt, og det muliggør at maskinen kører på stejle skråninger uden at vælte. Faren er ikke uvæsentlig i bjergrige områder, og det er relativt almindeligt at mejetærskere og andre maskiner vælter på stejle skråninger.
Justeringssystemerne bliver mindre nødvendige efterhånden som maskinerne bliver bredere, idet bredden i sig selv stabiliserer maskinerne. Mange får yderligere stabilitet ved at sætte tvillingehjul på maskinerne. Desuden bruger moderne maskiner oftere blæsersystemer til at skille kernerne fra, og disse er ikke så følsomme overfor hældning.

## Fastholdelse af tærskehastighed
En anden teknik der bruges på en del mejetærskere er trinløst gear. Dette gør det muligt at justere maskinens kørehastighed efter kornmængden uden at tærskeværkets arbejdshastighed ændres. Dette er vigtigt da tærskeværket tit er justeret med en optimal hastighed der sikrer mindst muligt spild.

## Tærskeprocessen
På trods af mange års udvikling af mekanik og elektronik er grundfunktionerne i mejetærskeren stort set uændrede siden maskinen blev opfundet.
Forrest er der skærebordet, der som beskrevet ovenfor skærer kornet af og fører det ind i maskinen. Materialet føres herefter via en indføringskanal til tærskecylinderen som består af typisk 6 tværliggende slagler monteret som en roterende enhed. Rotationshastigheden på tærskecylinderen kan varieres efter afgrødetypen, men den vælges typisk et sted mellem 800 og 1400 omdrejninger per minut. Under tærkecylinderen sidder broen som holder materialet i kontakt med cylinderens slagler. Herefter føres den tærskede afgrøde over rysterne som ryster kernerne og andre smådele fra stråene; stråene føres bagud af maskinen og falder til jorden eller føres igennem en halmsnitter hvis halmen ikke skal anvendes.
Kernerne og smådelene falder ned i en soldkasse som skal udskille kernerne. Til det formål er soldkassen monteret med nogle sold (riste) med huller af forskellige størrelser. Man kan udskifte soldene og derved tilpasse hulstørrelserne til den aktuelle afgrøde.
Soldkassen er monteret skrånende let opad og vibrerer for yderligere at fordele og adskille kornet. En kraftig underblæser blæser luft ind i soldkassen fra den nederste ende og hjælper til at fjerne avner, strå og andre lette dele. Hvis den er indstilet for kraftigt, blæses mindre kerner ud af maskinen, og hvis den er sat for svagt, kommer der mange urenheder i korntanken.
Soldkassen har normalt to sold over hinanden. Det øverste sold har de største huller og frasorterer de store, lette emner, som normalt vil være strådele; det kastes bagud af maskinen. Det nederste sold sorterer mellemstore, tungere dele fra; det vil typisk være utærskede aks og de føres tilbage til tærskecylinderen for at blive ført igennem processen igen.
Materialet, som passerer gennem de nederste sold, regnes for at være korn og føres til korntanken.
Korrekt indbyrdes tilpasning af cylinderhastighed, broafstand, underblæserhastighed og soldstørrelse er afgørende for at afgrøden tærskes korrekt, at kornet er fri for urenheder og at alle kerner der kommer ind i maskinen også ender i korntanken. Bemærk f.eks. at når man kører op ad bakke skal blæserhastigheden sænkes for at kompensere for den mindre hældning på soldene.

## Timepris
Mejetærskere er relativt dyre, både i indkøb og drift, og samtidig benyttes de kun i få hektiske uger hvert år. Derfor er en mejetærsker en af de forholdsmæssigt største udgifter for et landbrug, uanset om det er en ejet eller indlejet maskine.

## Mejetærskere i andre sammenhænge
- Den britiske Scrumpy and Western gruppe The Wurzels havde en topplacering på de engelske hitlister i 1976 med nummeret The Combine Harvester. Det udlægges som en kærlighedssang om en farmers frieri til sin kæreste, hvor han tilbyder hende nøglen til sin "brand-new combine harvester" (sprit-nye mejetærsker) som hun må bruge på hans 43 acres frugtbart land.

- I filmen Son In Law ser man en mejetærsker med en fiktiv joystick-styring. Rigtige mejetærskere har rat, håndtag og pedaler. Dog havde enkelte tidlige modeller styr i stedet for rat.

- I spillet Body Harvest på det russiske level udleverer en landmand nøglen til sin mejetærsker, fordi efter zombierne har spist hans haglpatroner, er dette den eneste måde at sikre sig at zombierne dør "rigtigt"

- I filmen Twister bliver en mejetærsker, angiveligt en International Harvester løftet op af en tornado og falder ned foran hovedpersonerne, da de prøver at komme i sikkerhed for tornadoens rasen.

- I en episode af Top Gear tager de tre værter til Norge, hvor de benytter en ombygget mejetærsker til at rydde nogle veje for sne.